# U-651
Unterseeboot 651 foi um submarino alemão do Tipo VIIC, pertencente a Kriegsmarine que atuou durante a Segunda Guerra Mundial.
O U-651 esteve em operação no ano de 1941, realizando neste período 1 patrulhas de guerra, na qual afundou dois navios aliados, num total de 11,639 toneladas de arqueação.
Foi afundado no dia 29 de junho de 1941  por cargas de profundidade lançadas dos contratorpedeiros britânicos HMS Malcolm e HMS Scimitar, o navio de corveta HMS Arabis e HMS Violet e o navio HMS Speedwell. Todos os 45 tripulantes sobreviveram.

## Comandantes
| Comandante     | Data                                          |
| -------------- | --------------------------------------------- |
| Peter Lohmeyer | 12 de fevereiro de 1941 - 29 de junho de 1941 |

## Subordinação
Durante o seu tempo de serviço, esteve subordinado às seguintes flotilhas:
| Período                                      | Flotilha                                  |
| -------------------------------------------- | ----------------------------------------- |
| 12 de fevereiro de 1941 - 1 de junho de 1941 | 1. Unterseebootsflottille (treinamento)   |
| 1 de junho de 1941 - 29 de junho de 1941     | 1. Unterseebootsflottille (serviço ativo) |

## Coordenadas
1. ↑  em posição 59° 52' N 18° 36' O